# PanterParken EP
Panterparken EP är en samproduktion av Hofmästarn och Roffe Ruff, som släpptes 26 mars 2010.

## Låtlista
Alla låtar är av Hofmästarn och Roffe Ruff om ej annat anges.
1. Roffe & jag
2. Aldrig mer
3. Majorna
4. Kan inte se det
5. Viskleken
6. Ännu en back in the day låt
7. Spiralen går runt (av Hofmästarn)
8. Ljug för mej